# دومينيك بورنس
دومينيك بورنس (بالإنجليزية: Dominic Burns)‏ هو كاتب سيناريو ومخرج بريطاني، ولد في 30 ديسمبر 1983 في دربي في المملكة المتحدة.

## وصلات خارجية
- دومينيك بورنس على موقع IMDb (الإنجليزية)
- دومينيك بورنس على موقع ألو سيني (الفرنسية)
- دومينيك بورنس على موقع أول موفي (الإنجليزية)
- دومينيك بورنس على موقع أول موفي (الإنجليزية)
- دومينيك بورنس على موقع قاعدة بيانات الأفلام السويدية (السويدية)
- دومينيك بورنس على موقع قاعدة بيانات الفيلم (الإنجليزية)
- دومينيك بورنس على موقع كينوبويسك (الروسية)